# Bhadrabahu
Bhadrabahu est le cinquième chef de l'ordre des mendiants du jaïnisme ; il aurait vécu au IIIe siècle av. J.-C. Établi par Mahâvîra, cet ordre était sous la responsabilité de sthaviras ou acharya. Bhadrabahu, à l'approche d'une grande famine qui toucha le Nord de l'Inde, avait prévu cette calamité et migré à Shravanabelgola, dans le Sud de l'Inde. À son retour, douze ans plus tard, il constata que les jaïnes restés au Magadha avaient abandonné la prescription de nudité. Ainsi se formèrent deux ordres différents : les suivants de la branche Digambara (Ceux de ciel vêtu) et ceux du courant Shvetambara (Ceux de blanc vêtu). Bhadrabahu a écrit de nombreux textes importants pour le jaïnisme comme le Upsargahara Stotra, un chant de louanges jaïn, ou le Kalpa Sutra ; il a également par son travail de copiste permis la transmission d'écritures anciennes.